# Pal Joey
Pal Joey is een Amerikaanse film uit 1957 van George Sidney met in de hoofdrollen Rita Hayworth, Frank Sinatra en Kim Novak.
De film is gebaseerd op de gelijknamige roman van John O'Hara uit 1940 en op de eveneens gelijknamige Broadwayproductie (gebaseerd op de roman) die in 1940 werd opgevoerd met in de hoofdrol Gene Kelly als Joey.
De film was een succes in de bioscopen en bracht 4,7 miljoen dollar op. Ook de critici waren veelal lovend over Pal Joey. Frank Sinatra kreeg een Golden Globe voor Beste acteur. Toch verscheen de naam van de acteur niet bovenaan op de filmposters en -titels. Sinatra gunde Rita Hayworth die eer. Pal Joey kreeg verder nog een Golden Globenominatie en vier Oscarnominaties.

## Verhaal
Nachtclubzanger en eersteklas schurk Joey Evans komt aan in San Francisco. Op zoek naar werk komt hij in een stripclub waar zijn oude vriend Ned Calvin optreedt met zijn band. Joey valt in voor de vaste aangever van de club en krijgt de handen op elkaar als hij gaat zingen. Dankzij dit succes krijgt Joey een vaste baan in de club. Al snel flirt hij wat met Linda English, een van de danseresjes. Het verhindert Joey overigens niet om ook aandacht te schenken aan de rijke Vera Simpson die in het publiek zit. In de volgende weken heeft Joey zijn pleziertjes met vrijwel elke danseres in de club. Alleen Linda houdt hem af. Joey maakt ook meer werk van Vera en haalt haar over om samen met hem een nachtclub te openen, "Chez Joey".  Zonder veel scrupules naar zijn oude werkgever weet Joey vrijwel alle medewerkers van de stripclub in te huren voor zijn eigen nachtclub. Ook Linda komt voor hem werken en Joey beseft dat hij van haar begint te houden. Hij promoveert het meisje tot de eerste zangeres van Chez Joey. De jaloerse Vera ziet het allemaal gebeuren en beveelt Joey om Linda te ontslaan. Om te voorkomen dat hij het meisje moet ontslaan, probeert Joey haar zo te manipuleren dat ze zelf ontslag neemt. Hij vertelt Linda dat ze voortaan een stripnummertje moet opvoeren. Linda vlucht in tranen. Die avond komt ze dronken terug, kust Joey en valt flauw. Als ze de volgende morgen ontwaakt bekent Linda dat ze ook verliefd is op Joey en dat ze zal optreden als stripdanseres als hij dat wil. Maar Joey wil zich niet meer laten manipuleren en zegt tegen Vera dat hij Linda niet zal ontslaan. Vera dreigt nu Chez Joey te sluiten als Linda niet wordt ontslagen. Joey weigert met de woorden "nobody owns Joey but Joey" ("Niemand bezit Joey, behalve Joey zelf"), waarna Vera de club sluit. Linda probeert Vera op andere gedachten te brengen, maar die wil dat alleen overwegen als Linda de stad verlaat. Als Joey zijn koffers pakt probeert Vera hem weer terug te lokken. Ze stelt voor om te trouwen, maar Joey weigert. Buiten ziet hij Linda lopen en ze kussen elkaar. Als ze weglopen door de verlaten straten, stelt Linda voor dat ze moeten gaan optreden als 'Joey en Linda'.

## Rolverdeling

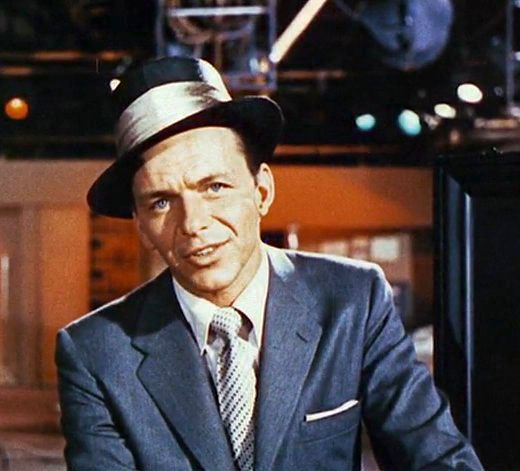
Frank Sinatra als Joey

| Acteur          | Personage     |
| --------------- | ------------- |
| Rita Hayworth   | Vera Simpson  |
| Frank Sinatra   | Joey Evans    |
| Kim Novak       | Linda English |
| Barbara Nichols | Gladys        |
| Bobby Sherwood  | Ned Calvin    |

## Achtergrond

### Voorgeschiedenis
Allereerst was er de roman 'Pal Joey' van schrijver John O'Hara uit 1940. Het boek was opgebouwd uit losse fragmenten rondom de schavuit Joey. Delen van het boek werden gepubliceerd in The New Yorker. Lorenz Hart en Richard Rodgers bewerkten met John O'Hara het boek tot de Broadwaymusical Pal Joey. Op 25 december 1940 ging het stuk in première in het Ethel Barrymore Theater in New York. Gene Kelly speelde Joey en maakte van hem een danser in Chicago. In 1941 verwierd Columbia Pictures de filmrechten en zette producer Harry Cohn op de productie. Cohn overwoog om James Cagney te selecteren als Joey, en later Cary Grant.  Voor de rol van Vera dacht hij achtereenvolgens aan Gloria Swanson, Grace Moore, Ethel Merman, en Irene Dunne. Inmiddels was echter de VS diep betrokken geraakt bij de Tweede Wereldoorlog en besloot Columbia het project op ijs te zetten. Begin jaren vijftig komt Pal Joey weer succesvol terug op Broadway en overweegt Columbia het project weer. Andermaal wordt Cohn opgetrommeld om de productie te leiden. Nu wordt overwogen om Gene Kelly in te huren. Kelly zit echter bij MGM en deze studio vraagt een te groot bedrag om hun ster uit te lenen. Weer ging het project even op ijs, totdat halverwege de jaren vijftig Cohn opnieuw begon.

### Scenario

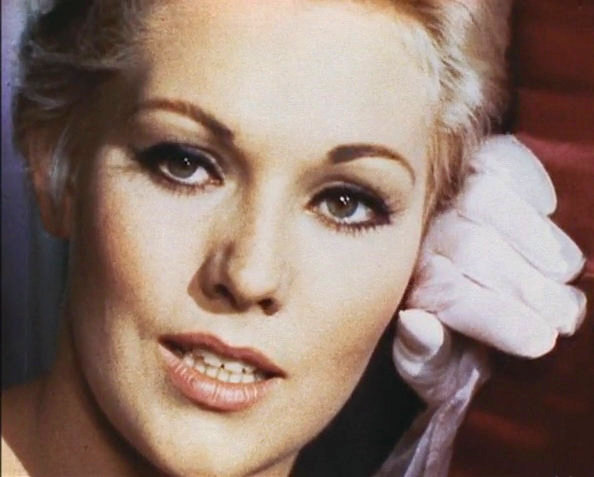
Kim Novak als Linda

Dorothy Kingsley had de ondankbare taak om de Broadwaymusical om te werken tot een filmscenario, ondankbaar omdat het stuk vol zat met seksuele toespelingen en geen gelukkig einde had. Het hoofdpersonage Joey in de roman en op toneel was een onverbeterlijke schurk, een antiheld, een man die vrouwen als vuil behandelde, en alleen maar uit op seksuele pleziertjes. In de film is Joey weliswaar geen lieverdje, maar toch meer een ruwe bolster met een blanke pit. Hij wil graag vooruit komen in de wereld en is blij als hij een nachtclub mag leiden. In de Broadwayproductie wordt hij aan het einde van het stuk aan zijn lot overgelaten. Kingley veranderde dat en liet Joey in de armen van Linda vallen. Om Joey meer aanvaardbaar te maken voor het publiek werd het personage minder zelfzuchtig en hedonistisch gemaakt. In het theaterstuk zit ook een afpersingspoging die niet door de scenariste werd overgenomen. Het personage Melna verdween en de rol van Gladys werd ingekort. Ook werd het personage van Linda veranderd van een verlegen stenotypiste in een nachtclubdanseresje. Kingsley moest ook rekening houden met de censuur, veel van de scènes en liedteksten waren aan de pikante kant en het was te verwachten dat de Hays Code zou worden overtreden. De door de studio's ingestelde zelfcensuur verbood bijvoorbeeld al dat een getrouwd stel in een bed mocht liggen in een film, er moest altijd een nachtkastje tussen. Suggestieve teksten zoals in de liedjes, "In Our Little Den of Iniquity," "Happy Hunting Horn," en "Take Him (But Don't Ever Take Him to Heart)" konden dan ook niet door de beugel, deze nummers werden geschrapt. Ook de pikante teksten van "You Mustn't Kick It Around," "Plant You Now, Dig You Later" en "Do It the Hard Way" konden geen genade vinden in de ogen van de censuur. Alleen de muziek van deze nummers werd gehandhaafd. Om de leemtes te compenseren werden vier oudere nummers van Hart en Rodgers toegevoegd: "I Didn't Know What Time It Was," "The Lady Is a Tramp," "There's a Small Hotel" en  "My Funny Valentine". Andere veranderingen die werden aangebracht werden ingegeven door de keuze van Sinatra voor de rol van Joey. Sinatra was een zanger en geen danser, om die reden werd Joey een crooner in een nachtclub. Ook wilde Sinatra liever filmen in de buurt van Los Angeles en werd de locatie van Chez Joey verplaatst van Chicago naar San Francisco.

### Acteurs
Nadat Gene Kelly definitief was afgevallen begon Harry Cohn aan een nieuwe auditieronde. Aanvankelijk wilde hij Marlon Brando voor de rol van Joey en Mae West als Vera. Maar beide sterren vielen af. Cohn zocht contact met Marlene Dietrich, maar ook zij zag af van de rol. Wel suggereerde Dietrich dat Sinatra geschikt zou zijn voor de rol van Joey. Dit tot afgrijzen van Rita Hayworth die werd gekozen als de oudere Vera. Sinatra was drie jaar ouder dan zij, terwijl zijn personage Joey vele jaren jonger was haar personage Vera.  Hayworth liep tegen de veertig en werd zo langzamerhand te oud naar Hollywoodbegrippen. Pal Joey zou haar laatste film voor Columbia Pictures worden. Overigens was Sinatra bijna nog voorbijgestreefd door Jack Lemmon. De studio zag meer in de ervaren Sinatra dan in de betrekkelijke nieuwkomer Lemmon. Mocht Sinatra hebben geweigerd dan zou Cohn Kirk Douglas hebben gevraagd voor de film.

### Productie
De film werd dagelijks opgenomen van 12.00 uur tot 20.00 uur, een afwijkend schema van de normale studio-uren van 9.00 tot 18.00 uur. Officieel was de reden dat de acteurs zo goed konden uitslapen en beter presteren op de set. In werkelijkheid was Frank Sinatra de belangrijkste reden. Hij ging meestal niet voor 5.00 - 6.00 uur naar bed en had een gruwelijke hekel aan het feit dat hij vervolgens weer 'vroeg' op moest. Kim Novak die een nachtclubdanseres moest spelen werd getraind door Flamencodanseres Carmen Amaya. Novak was uitgekozen als de mooie, jonge Linda, werd door Cohn gezien als de opvolgster van Rita Hayworth. Op de set was echter van rivaliteit tussen beide actrices geen sprake, ze gingen heel vriendelijk met elkaar om. Opnames werd gemaakt op locatie in Californië op station Berkeley, Spenger's Fish Grotto en Spreckels Mansion in Pacific Heights (San Francisco).

## Muziek
Het is Frank Sinatra die het leeuwendeel van de nummers voor zijn rekening neemt. Hij is ook de enige die zelf zingt in de film. De zangstemmen van Rita Hayworth en Kim Novak werden door derden ingezongen. Jo Ann Greer zong in plaats van Hayworth en de zangstem van Kim Novak werd ingezongen door Trudy Erwin.
Vanwege de vaak pikante teksten overleefden slechts acht liedjes van Rodgers en Hart de censuur. "In Our Little Den of Iniquity," "Happy Hunting Horn," en "Take Him (But Don't Ever Take Him to Heart", "You Mustn't Kick It Around," "Plant You Now, Dig You Later" en "Do It the Hard Way" werden geschrapt of verloren hun tekst en vier nieuwe nummers werden toegevoegd: "I Didn't Know What Time It Was," "The Lady Is a Tramp," "There's a Small Hotel" en  "My Funny Valentine".
De volgende nummers zijn in de film te horen (alle liedjes zijn Richard Rodgers en Lorenz Hart):
- "There's A Small Hotel" (gezongen door Frank Sinatra)
- "I Could Write A Book" (gezongen door Frank Sinatra en Trudy Erwin)
- "The Lady is a Tramp" (gezongen door Frank Sinatra)
- "My Funny Valentine" (gezongen door Trudy Erwin)
- "Zip" (gezongen door Jo Ann Greer)
- "What Do I Care For a Dame" (gezongen door Frank Sinatra)
- "A Great Big Town" (gezongen door Frank Sinatra en koor)
- "I Did't Know What Time It Was (gezongen door Frank Sinatra)
- "That Terrific Rainbow" (gezongen door Barbara Nichols, Trudy Erwin en koor)
- "Bewitched" (gezongen door Jo Ann Greer) (het mummer wordt ook gezongen door Frank Sinatra)
- "Do It the Hard Way" (instrumentaal)
- "Plant You Now, Dig You Later" (instrumentaal)
- "Take Him" (instrumentaal)
- "Happy Hunting Horn" (instrumentaal)

## Prijzen
- Golden Globes:
  - Frank Sinatra kreeg een Golden Clobe voor Beste acteur
  - De film zelf kreeg een nominatie in de categorie Beste Film
- Pal Joey ontving verder vier Oscarnominaties:
  - Beste Interieuraankleding
  - Beste Kostuumontwerpen
  - Beste Montage
  - Beste Geluid